# Llengües de Veneçuela

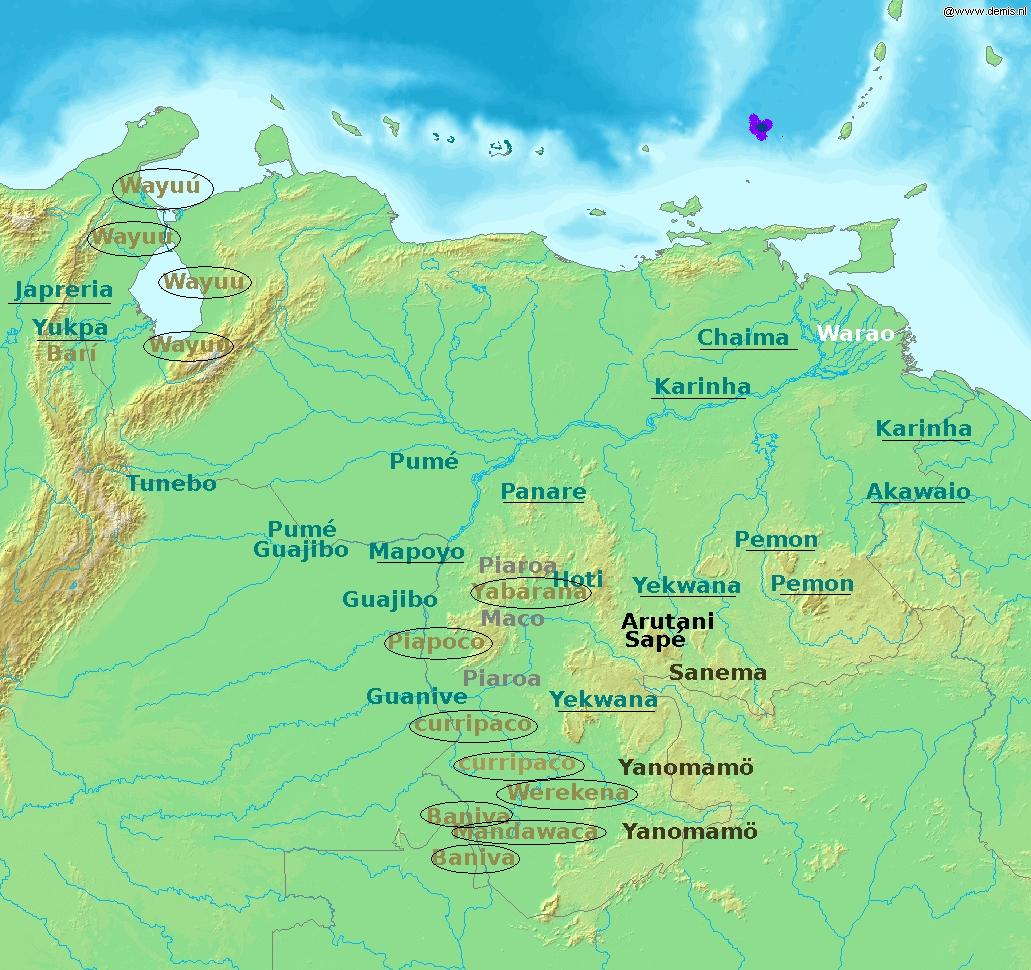
Ètnies veneçolanes originàries.

Les llengües de Veneçuela són l'espanyol, les llengües autòctones o indígenes que superen la trentena i un cert nombre de llengües al·lòctones portades per immigrants europeus. Quant a la política oficial del país, l'article novè de la Constitució de 1999 consagra que els idiomes de Veneçuela són:
- El castellà, com a idioma oficial, és parlat per la gran majoria dels veneçolans.
- I els idiomes indígenes, el més parlat de les llengües indígena a Veneçuela és el Wayuunaiki, warao, pemon, etc.), que també són d'ús oficial pels pobles indígenes, i han de ser respectats a tot el territori de la República, per constituir patrimoni cultural de la Nació i de la humanitat.

## Llengües indígenes

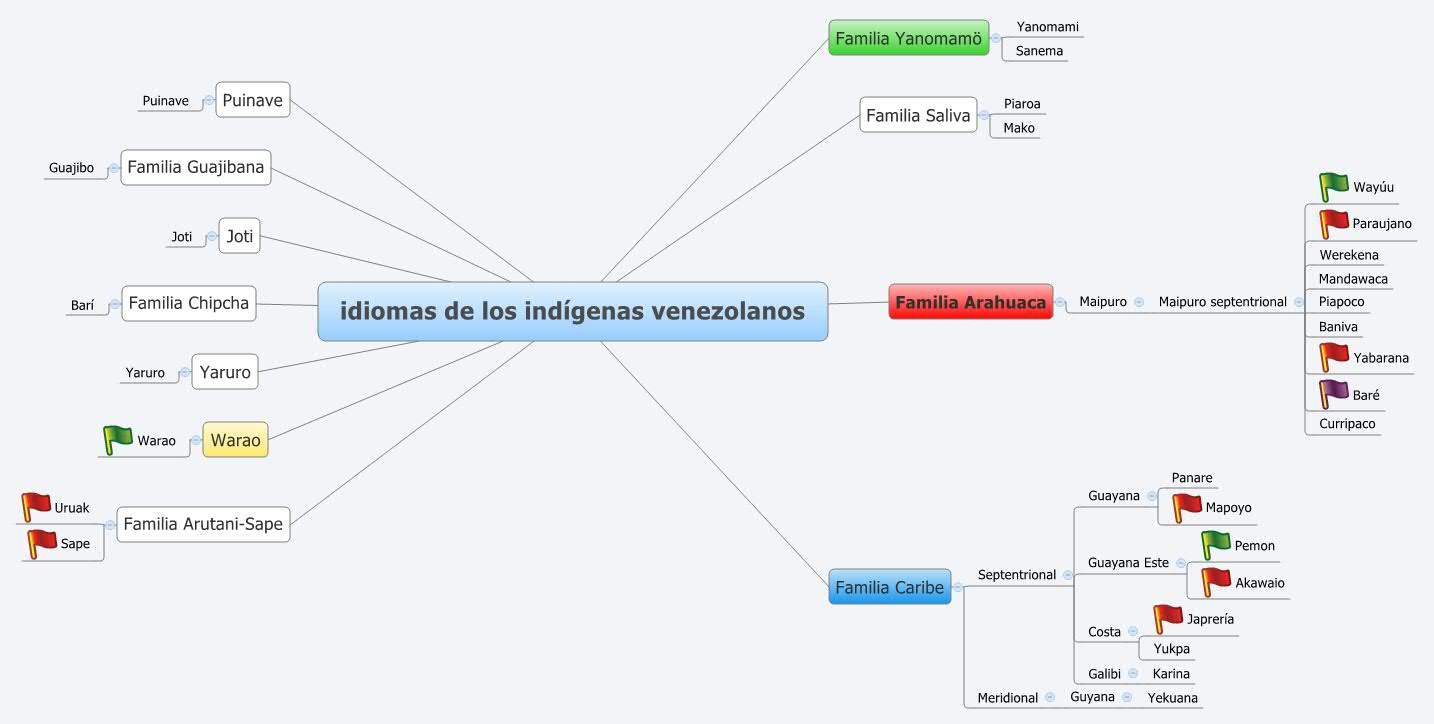
Idiomes indígenes de Veneçuela. Els idiomes amb banderes vermelles estan en perill d'extinció. Els idiomes amb banderes verdes tenen un nombre de parlants relativament alt.

Moltes de les llengües indígenes de Veneçuela es troben amenaçades i/o en perill d'extinció. Les dues famílies lingüístiques amb el major nombre d'idiomes són l'arawak i la carib.
Segons dades disponibles de l'últim cens indígena (1992) i del Cens General de Població i Habitatge de 2001, a Veneçuela es parlen almenys 31 llengües indígenes, de les quals 25 s'agrupen en set famílies lingüístiques, i les altres 6 no presenten parentiu recognoscible amb altres llengües i, per tant, es consideren llengües aïllades. Dixon i Aikhenvald consideren que el nombre de llengües distingibles varia entre 38 i el nombre de parlants de llengua indígena entorn de 60 mil encara que el nombre d'indígenes és major d'aquesta xifra, a causa que molts no són ja parlants competents de la llengua ancestral del seu grup ètnic. Per la seva banda la classificació d'Ethnologue no distingeix sempre entre dialectes d'una mateixa llengua i llengües diferents distingeix 46 varietats lingüístiques a Veneçuela.
A continuació es donen el nombre de parlants segons Ethnologue, que distingeix més varietats (entre parèntesis hi consta el nombre aproximat d'usuaris).

### Família arawak

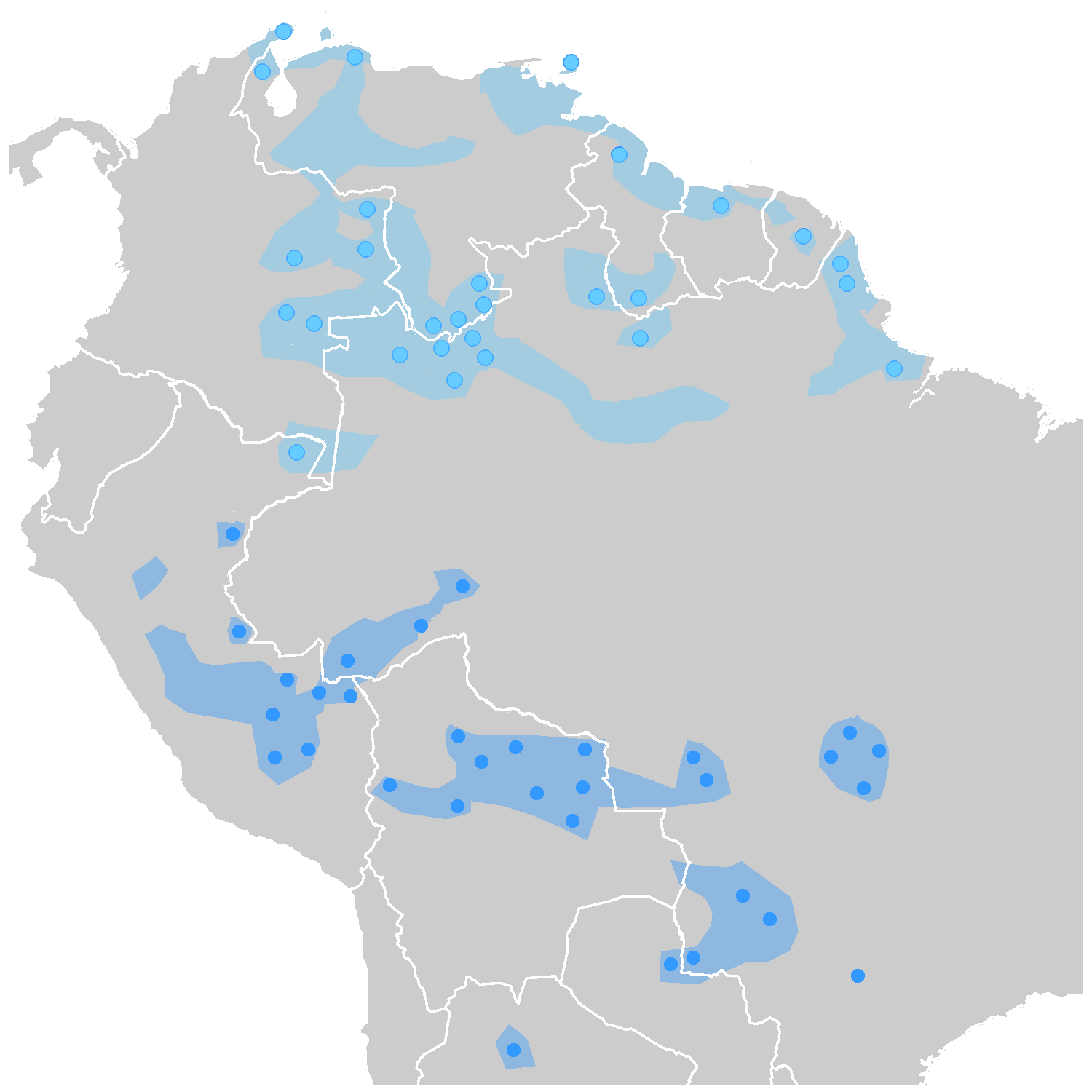
Les llengües arawak de Sud-amèrica, en blava clar les llengües arawak septentrionals i en blava fosc les llengües arawak meridionals.

Els idiomes arawaks són parlats abans de res a la frontera oest veneçolana i al Sud. Antigament la seva extensió era molt major. Idiomes semblants a aquests es parlaven en el centre del que actualment és Veneçuela.
- Añú (?): aquest idioma es parla abans de res a la zona de Sinamaica. Fins fa poc es considerava extint, però ha passat per un procés de revitalització que ha estat recolzat per l'Unicef.[3]
- Kurripako (2.019)
- Lokono (140)
- Piapoko (1.033)
- Warekena (199)
- Wayuunaiki (119.000): aquest és l'idioma indígena amb més parlants a Veneçuela. Es parla a la zona Nord de l'estat Zulia i en la Goajira colombiana.

Hi ha també comunitats de wayúu en altres parts de Veneçuela.

### Família carib

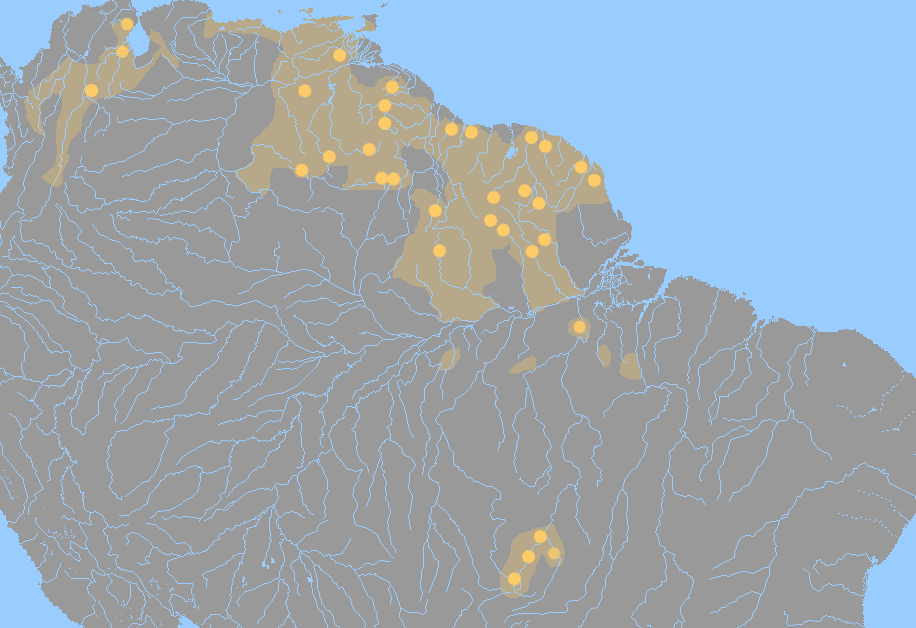
Les llengües carib actuals, c. 2000.

La majoria d'aquests idiomes es parlen al Sud-est de Veneçuela. Antigament idiomes semblants a aquests es parlaven en gran part de la costa oriental veneçolana i la conca de l'Orinoco.
- Akawaio (644-cens de 1992):[4] és un idioma parlat als estats Monagas i Bolívar en una zona limítrofa amb la de parla pemona. És marginalment intel·ligible amb el pemón.
- Eñepá o panare (2.551): parlat a l'estat Bolívar i Amazonas.
- Japrería (95): parlat només en un poble de l'estat de Zulia, a l'oest del país.
- Kariña (4450): es parla en alguns municipis a l'orient de Venezuela.
- Pemon (~30000): els seus parlants es troben principalment a la zona sud-oriental de l'estat Bolívar en la Gran Sabana i al voltant d'aquesta.
- Wanai o mapoyo (2?): és un idioma a punt de desaparèixer parlat a l'Amazones molt semblant al yavarana.
- Yabarana (119?): és una llengua amenaçada parlada al Nord-est de l'estat Amazones
- Ye'kuana (5.500): els seus parlants es troben en el Nord-est de l'estat Amazones i en el Sud-oest de Bolívar.
- Yukpa (3.285): aquest idioma és parlat en l'estat Zulia.

Entre els idiomes carib extints des de la Conquesta es troba el tamanaku, el cumanagoto i el chaima.

### Família txibtxa
- Barí: era parlat per unes 1.770 persones barís a Veneçuela en 2001.[5]

### Família guajibo

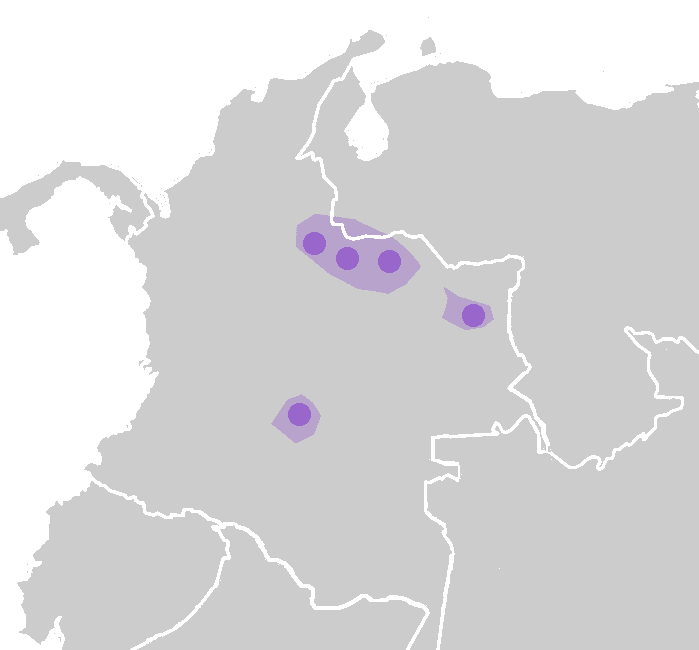
Llengües guajibo

- Jivi (8.428) es parla principalment a l'estat Apure i a l'estat Amazones.
- Kuiva (310).

### Família sáliva-piaroa
- Sáliva (17)
- Piaroa (12.000).

### Família tupí
- língua geral (435)

### Família ianomama

Distribució de les llengües ianomani.
Ianomamö
Ninam
Ianomám
Sanumá
Iaroamë

Aquests idiomes són parlats per grups en el Sud de Veneçuela i el Nord de Brasil:
- Ianomamö
- Ninam
- Ianomám
- Sanumá (1.669)
- Iaroamë

### Família macro-makú
La família macro-makú estaria formada per les llengües makú pròpiament dites, que és àmpliament acceptada pels americanistws, i per les llengües de dues ètnies de caçadors-recol·lectors relativament aïllats de Veneçuela:
- Puinave (568)
- Hoti (526)

Els experts difereixen sobre la classificació d'aquestes llengües, existint dubtes sobre si aquestes llengües han de considerar-se provisionalment aïllades o pot acceptar-se provisionalment que formen una unitat filogenètica vàlida amb les llengües makús pròpiament aquestes.

### Altres petites famílies

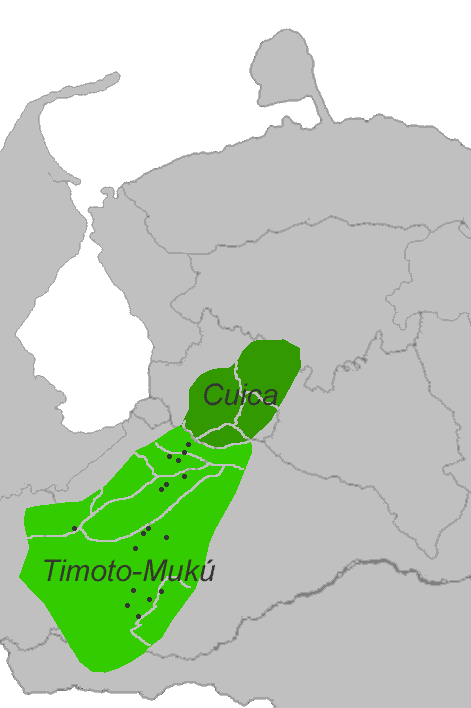
Llengües timote-cuica (†) al començament de la Conquesta

La família jirajarana o jirajirana és un grup de llengües extintes que es parlaven en l'oest de Veneçuela, a estat Falcón i Lara. Es creu que totes les llengües es van extingir a principis del segle xx. Les llengües jirajara es considera un grup de llengües quasiaïllades. Adelaar i Muysken assenyalen que existeixen certes similituds lèxiques amb les llengües timote-cuica i similituds tipològiques amb les llengües txibtxa, però l'escassetat de dades és massa limitada per donar per vàlid qualsevol parentiu. Jahn, entre d'altres, ha suggerit una relación entre les llengües jirajarnes i les llengües betoi, principalment per la similitud dels etnònims.
La família arutani-sapé estaria formada hipotèticament pel sapé i l'uruak, que alguns autors consideren com a llengües aïllades o llengües no classificades.

### Llengües aïllades, no classificades i de classificació dubtosa

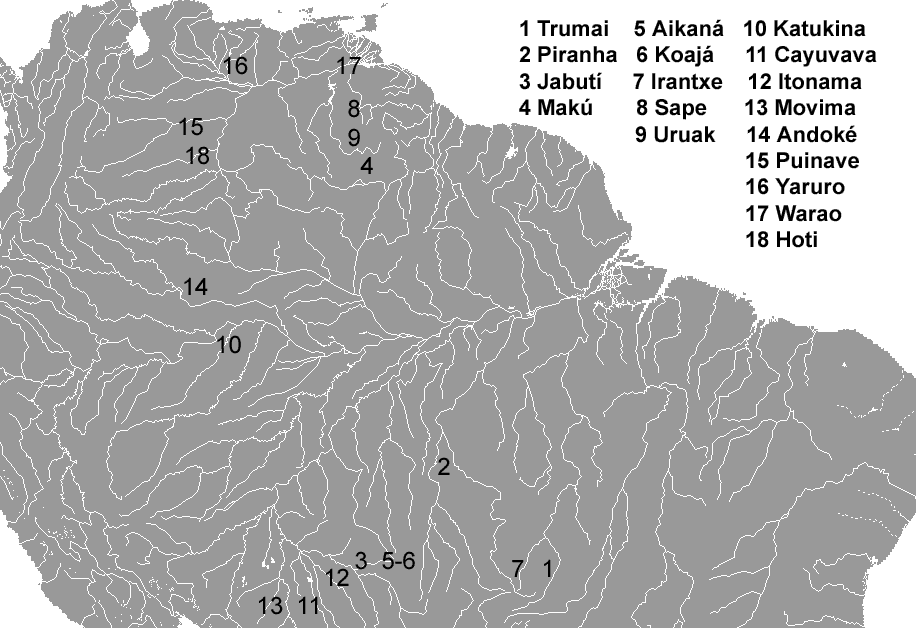
Llengües aïllades de Brasil, Bolívia, Colòmbia i Veneçuela.

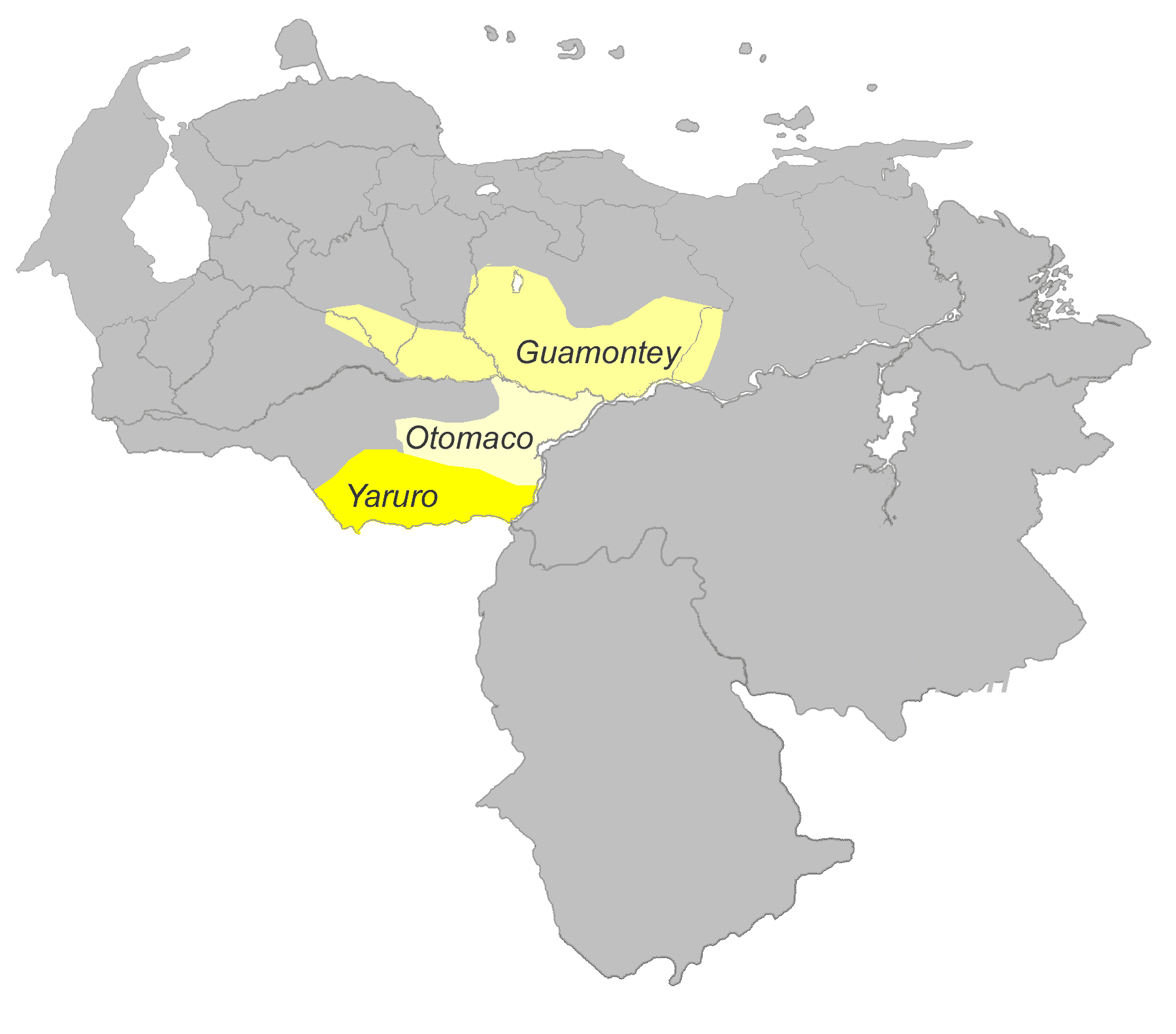
Llengües aïllades ja extintes del centre i sud-oest de Veneçuela. Només es parla el yaruro (pumé). Els últims parlants d'otomaco i guamo van viure en la primera meitat del segle XX

Algunes llengües no han aconseguit ser classificades dins de famílies més grans, en general aquestes llengües es diuen llengües no classificades, per a algunes existeixen evidències que suggereixen un parentiu però aquesta evidència no és concloent (dubtosa), i algunes llengües extensivament estudiades i no classificades en famílies es diuen llengües aïllades, és a dir, han estat "classificades" com l'únic membre de la seva família. La llista de les llengües no classificades en famílies majors és:
- Maku (mako) (266)
- Pumé (4.061)
- Sapé (25) (llengües arutani-sapé, ?)
- Uruak (39) (llengües arutani-sapé, ?)
- Warao (18.696): aquest idioma es parla al Delta de l'Orinoco i algunes regions properes. És un dels idiomes indígenes amb més parlants a Veneçuela, després del wayúu i al costat del pemón.
- Guamontey (†): idioma extint del centre de Veneçuela.
- Otomaco (†): idioma extint del centreo-sud de Veneçuela.

La majoria dels indígenes sap castellà com a segona llengua.
Font: OCEI Arxivat 2012-11-10 a Wayback Machine.

### Idiomes indígenes a Veneçuela per nombre de parlants
| Idioma     | Família       | parlants a Veneçuela | Codi ISO més recent |
| Piapoco    | Arawak        | 1033                 | pia                 |
| Kurripako  | Arawak        | 3460                 | kpc                 |
| Lokono     | Arawak        | 140                  | arw                 |
| Wayuunaiki | Arawak        | 170000               | guc                 |
| Warao      | (aïllada)     | 18000                | mis                 |
| Pemon      | Carib         | 30000                | aoc                 |
| Panare     | Carib         | 1200                 | pbh                 |
| Ye'kuana   | Carib         | 5000                 | mch                 |
| Yukpa      | Carib         | 3285                 | yup                 |
| Kariña     | Carib         | 4450                 | kar                 |
| Akawaio    | Carib         | 644                  | ake                 |
| Japrería   | Carib         | 91                   | jru                 |
| Mapoyo     | Carib         | 2                    | mcg                 |
| Yabarana   | Carib         | 30                   | yar                 |
| Jotí       | Macro-makú    | 750                  | yau                 |
| Puinaves   | Macro-makú    | 568                  | pui                 |
| Jivi       | Guahibana     | 8428                 | guh                 |
| Barí       | txibtxa       | 2000                 | mot                 |
| Uruak      | Arutani-sapé  | 30                   | atx                 |
| Sapé       | Arutani-sapé  | 30                   | spc                 |
| Pumé       | (aïllada)     | 5420                 | yae                 |
| Piaroa     | Sáliba-Piaroa | 12200                | pid                 |
| Ianomamö   | Ianomam       | 15700                | guu                 |
| Sanumá     | Ianomam       | 5500                 | xsu                 |
| Ninam      | Ianomam       | 100                  | shb                 |
| Yeral      | Tupí-guaraní  | 435                  | yrl                 |

### Estudis d'idiomes americans a Veneçuela

#### De la colònia fins a finals delseglexix
Els primers estudis d'idiomes indígenes van ser fets pels missioners catòlics provinents d'Europa. Religiosos jesuítes, caputxins i altres van elaborar les primeres gramàtiques i diccionaris d'idiomes com el carib, el cumanagoto, el chaima i molts altres.
El frare Matías Ruíz Blanco va elaborar en la segona meitat del segle xvii una gramàtica i un diccionari del cumanagoto, així com un catecisme en aquest idioma carib.
El jesuita Gilli va fer estudis extensos dels idiomes de l'Orinoco a mitjan segle xviii. Gilli va estudiar la relació dels diversos idiomes i va postular l'existència d'una sèrie d'idiomes matrius o famílies d'idiomes, que es convertiria en un dels fonaments d'una classificació dels idiomes sud-americans.
El monjo Jerónimo José de Lucena, va elaborar a la fi d'aquest segle vocabularis i traduccions de catecisme dels idiomes otomaco, taparita y yaruro. Un altre religiós, probablement Miguel Ángel de Gerona, va elaborar un compendi de la llengua pariagota, parlada a Guaiana àdhuc en aquest segle.
Alexander von Humboldt va recol·lectar gramàtiques i llistes de paraules en el seu viatge per Veneçuela en 1799-1800 i amb això va contribuir a disseminar informació sobre aquests idiomes entre els lingüistes europeus. El seu germà 
Wilhelm von Humboldt va utilitzar aquest material en les seves obres científiques sobre la naturalesa dels idiomes.

#### Segles XX i XXI
Al segle xx, el pare Basilio María de Barral va produir un diccionari warao-espanyol. El caputxí Cesáreo de Armellada va escriure gramàtiques i un diccionari del pemon i va recopilar contes de la cultura pemona.
En la dècada dels seixanta del segle XX el missioner nord-americà Henry A. Osborn va realitzar alguns estudis de la morfosintaxi i de la fonètica del warao.
Jorge Carlos Mosonyi va ser un dels científics més destacats a la fi del segle XX en l'estudi de diversos idiomes originals com el karina.
Marie-Claude Mattéi-Müller ha realitzat un treball particularment extens dels idiomes yanomamö, panare, mapoyo, hodï i yawarana. Aquests i altres lingüistes han contribuït a la producció dels primers llibres d'alfabetització per a les primeres nacions veneçolanes.

## Llengües de signes
Es parla a Veneçuela la Llengua de signes veneçolana (LSV), idioma gestual de la població sorda, també reconeguda en la constitució (article 81).

## Altres llengües
Encara que el país és majorment monolingüe en castellà, a Veneçuela es parlen nombroses llengües. A més de les citades llengües indígenes i el rang de llengües oficial i cooficials, cal esmentar les nombroses llengües portades per diverses onades d'immigrants que a més del castellà parlen: l'anglès, italià, àrab, xinès, català, basc, gallec i portuguès. No hi ha xifres oficials ni estudis científics disponibles sobre el nombre exacte d'usuaris d'aquestes llengües.
El portuguès és a més parlat per moltes persones que viuen prop de la frontera amb Brasil, especialment en Santa Elena de Uairén. L'anglès és usat per alguns habitants de les zones frontereres amb Guyana, especialment a l'illa d'Ankoko. En la Colonia Tovar es parla un dialecte de l'alemany anomenat alemany coloner.

### Anglès
L'anglès és la llengua estrangera de major ús i demanda a Veneçuela i és parlada per molts professionals, acadèmics i part de les classes altes i mitjanes de la societat. Fins i tot existeix un diari de Caracas imprès en aquest idioma: The Daily Journal, fundat en 1946. Aquest predomini és conseqüència de l'explotació del petroli per part de diverses empreses foranes des de començaments del segle xx.
En l'àmbit educatiu l'anglès s'ensenya obligatòriament durant cinc anys a l'educació secundària i al batxillerat. Segons els programes d'estudi en els tres primers anys s'usa l'anglès com un instrument per comunicar-se amb els pobles de parla anglesa (la qual cosa fa que en la seva instrucció es privilegiï un enfocament funcional) i per accedir directament a fonts de coneixement científic, humanístic i tecnològic. En el batxillerat es fa més èmfasi en l'enfocament estructuralista i es desenvolupa més l'objectiu de l'anglès com a eina d'accés directe a les fonts esmentades per mitjà de la construcció i traducció de textos escrits en aquesta llengua. No obstant això, i malgrat l'expressat als programes d'estudi de l'assignatura, són molt poques les persones que aconsegueixen aprendre a parlar l'anglès basant-se únicament en els coneixements adquirits a les escoles.
També s'ofereix l'anglès a nivell d'educació superior. En gairebé totes les carreres universitàries s'estudia com una assignatura per a la comprensió i traducció de textos escrits. D'altra banda algunes universitats ofereixen carreres on es preparen als estudiants com a docents o traductors d'aquesta llengua.
En l'àmbit cultural l'anglès és comú en poblacions del sud de Veneçuela, principalment en la població del Callao a l'estat Bolívar, per la influència antillana majoritàriament angloparlant i evidenciada en cançons folklòriques veneçolanes del ritme calipso amb veus angleses i franceses, cultura i llengües que es mantenen gràcies a l'existència de les Madamas, principals responsables de la seva preservació.
Així mateix, en algunes regions com l'Illa Margarita està molt estès a causa de la influència de turistes que freqüenten la zona.

### Italià
En la segona meitat del segle xx, més de 300.000 italians es van traslladar a aquest país ric en petroli i van deixar - lingüísticament - moltes paraules en la llengua local. Per exemple "ciao" ara és un comiat amistós a tota Veneçuela, no solament enmig dels italoveneçolans. A més hi ha expressions en el jovent de Caracas on es barregen paraules italianes i espanyoles: "Muérete que chao" és un exemple.
Segons l'Ambaixada italiana a Caracas "....la instrucció en llengua italiana és garantida per la presència d'un nombre constant d'escoles i d'institucions veneçolanes privades, on estan actius els cursos d'idioma italià i de literatura italiana. Altres cursos similars són organitzats i patrocinats pel Ministeri italià d'assumptes estrangers i per associacions regionals italianes. L'oficina didàctica del Consolat general de Caracas, juntament amb l'Ambaixada, està negociant (2005) un acord amb les autoritats veneçolanes per al reconeixement dels diplomes emesos per les escoles italianes locals (a Veneçuela hi ha una associació civil anomenada "Agostino Codazzi", que ofereix el cicle didàctic complet des de l'escola elemental fins al batxillerat) de manera que es pugui tenir accés al sistema universitari a Veneçuela amb un diploma italià d'aquestes escoles. Des de 2002, el govern italià ha estat promotor d'una disposició que faci obligatori ensenyar italià com a segona llengua en un nombre elevat d'escoles privades i públiques dins de Veneçuela..." 

### Francès
El francès, a diferència de l'anglès i de l'italià, té un àmbit més reduït a Veneçuela. Únicament s'ensenya en la branca d'humanitats del batxillerat durant dos anys. El primer any de francès s'empra per a l'ensenyament de la gramàtica; mentre que en el segon any es fan construccions i traduccions de textos escrits en francès.
A nivell d'educació superior s'ofereixen en algunes universitats carreres on es preparen als estudiants com a docents o traductors de francès.

### Llatí
Igual que el francès el llatí s'ensenya durant dos anys com a assignatura en la branca d'humanitats del batxillerat. En el primer any de llatí s'estudia la gramàtica; mentre que en el segon any es fan anàlisi, construccions i traduccions d'oracions i trossos de textos escrits en llatí.